# Жайворонок сірошиїй

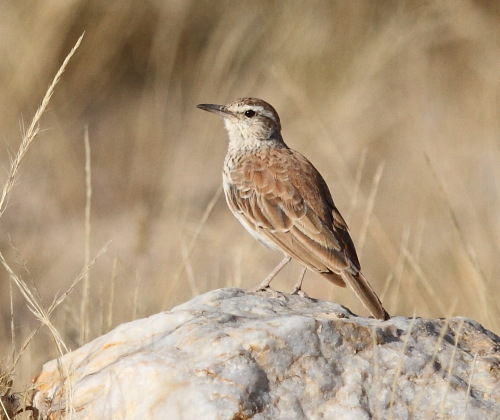
Сірошиїй жайворонок підвиду C. b. kaokoensis (північний захід Намібії)

Жайворонок сірошиїй (Certhilauda benguelensis) — вид горобцеподібних птахів родини жайворонкових (Alaudidae) Мешкає в сухих саванах і чагарниках на заході Анголи і Намібії. Вважався підвидом криводзьобого жайворонка.

## Опис
Довжина птаха становить 18-20 см, вага 35-53 г. Довжина дзьоба становить 2,1-2,4 см. Виду не притаманний статевий диморфізм. Верхня частина тіла світло-сіро-коричнева. Над очима світла смуга. Горло світло-сіре, поцятковане світлими вертикальними смужками. Груди дещо світліші і теж поцятковані. Живіт, стегна і гузка кремово-білі з легким коричневим відтінком.

## Підвиди і екологія
Виділяють два підвиди:
- C. b. benguelensis (Sharpe, 1904) — південний захід Анголи і північний захід Намібії
- C. b. kaokoensis Bradfield, 1944 — північний захід Намібії (Каоколенд). Південною межею є гора Брандберг

Сірошиї жайворонки є осилими на всьому ареалі. Вони живуть на сухих, кам'янистих рівнинах і в сухих саванах.

## Поведінка
Сірошиї жайворонки є малодослідженим видом птахів. Харчуються насінням і комахами. Гнізда чашоподібної форми, розміщуються на землі, схованими серед трави і каміння.